# Best Fiends
Best Fiends — free-to-play мобільна відеогра у жанрах головоломка та «три в ряд» і відповідна медіафраншиза. Станом на серпень 2019 року оригінальну гру Best Fiends було завантажено майже 100 мільйонів разів з моменту її запуску у 2014 році.

## Сюжет
Мінутія була мирною землею, де комахи жили мирно, доки одного разу метеор не впав на Гору Бум. Внаслідок події слимаки, які жили там, перетворилися на агресивних звірів. Вони розпочали вторгнення в Мінутію та взяли комах в полон. Темпер — єдиний, хто залишився вільним. Він повинен був вирушити у подорож через Мінутію до Гори Бум, щоб врятувати інших комах і зупинити вторгнення слимаків.

## Історія
Оригінальна гра Best Fiends була запущена ексклюзивно для пристроїв iOS у 2014 році ігровим стартапом Seriously, який був заснований роком раніше кількома колишніми керівниками Rovio. Мета компанії полягала в тому, щоб Best Fiends згодом став успішним брендом, як це сталося раніше з додатком Angry Birds від Rovio. У рамках цієї стратегії Seriously запустив канал на YouTube для створення коротких анімаційних відео про історію комах, залучив Хейтора Перейру для написання оркестрової музики для гри, і доручив PewDiePie рекламувати гру в одному зі своїх відеоблогів на YouTube. Анімаційні відео про Best Fiends були створені компанією Reel FX і озвучені Марком Хеміллом. Протягом двох тижнів після запуску Best Fiends було завантажено 1,5 мільйона разів.
Best Fiends стала першою в тетралогії. Друга гра, Best Fiends Forever, була запущена в жовтні 2016 року, а третя, Best Fiends Slugs, була запущена в грудні наступного року. Потім у 2018 році вийшла четверта Best Fiends Stars.